# Antonio Alberti (scrittore)
Antonio Alberti (... – Firenze, ante 1428) è stato uno scrittore, umanista e politico italiano, vissuto a cavallo fra il Trecento ed il Quattrocento.
Nato nella potente e ricchissima famiglia degli Alberti, ricevette una educazione di stampo umanista. Partecipò alla reazione delle famiglie nobili contro il Tumulto dei Ciompi (1378), annullando, come membro dei Dieci di Balia, le concessioni offerte ai ceti popolari e domando le successive ribellioni (1382). Nel 1384 rivestì la carica di priore, nel 1389 fu Console della Zecca e nel 1393 fu uno dei Dodici Buonomini.
Gli Albizzi, avversari della sua famiglia, riuscirono però a mutare la sua fortuna politica, accusandolo di una congiura nel 1400. Sulla veridicità di tale ipotesi non si è ancora trovato un riscontro, ma Antonio ammise il tradimento solo sotto effetto della tortura, e fu condannato all'esilio ed a un'enorme multa, avendo salva la vita solo per il fatto di essere un magistrato in carica, come Gonfaloniere delle Compagnie.
Si stabilì quindi a Bologna, insegnando algebra presso l'Università, e cercò più volte di rientrare in patria assieme agli altri fiorentini esiliati ma senza successo.
Fu riabilitato solo dopo la morte, quando la famiglia venne riammessa in città nel 1428.

## Opere
Scrisse varie composizioni poetiche indicate complessivamente come Contenzioni amatorie, dotate di uno stile che rielaborava le esperienze di Dante e Petrarca con il classicismo, senza però riuscire ad evitare una certa arcaicizzazione di maniera.
Leon Battista Alberti, suo parente, gli attribuì anche una Historia illustri virorum. Il suo nome è anche legato alla corrispondenza poetica con Franco Sacchetti ed al romanzo quattrocentesco del Paradiso degli Alberti di Giovanni Gherardi, frutto di dispute e discussioni, novelle e sonetti su argomenti filosofici, storici e politici, nate nel circolo culturale della villa nei pressi di Firenze, esattamente nel monastero del Paradiso nel borgo del Bandino, che Antonio aprì liberamente agli amici.